# Wolfern
Wolfern is een gemeente in de Oostenrijkse deelstaat Opper-Oostenrijk, gelegen in het district Steyr-Land. De gemeente heeft ongeveer 2800 inwoners.

## Geografie
Wolfern heeft een oppervlakte van 32 km². De gemeente ligt in het zuidoosten van de deelstaat Opper-Oostenrijk, in het centrum van Oostenrijk. In het zuidoosten ligt de deelstaat Neder-Oostenrijk.

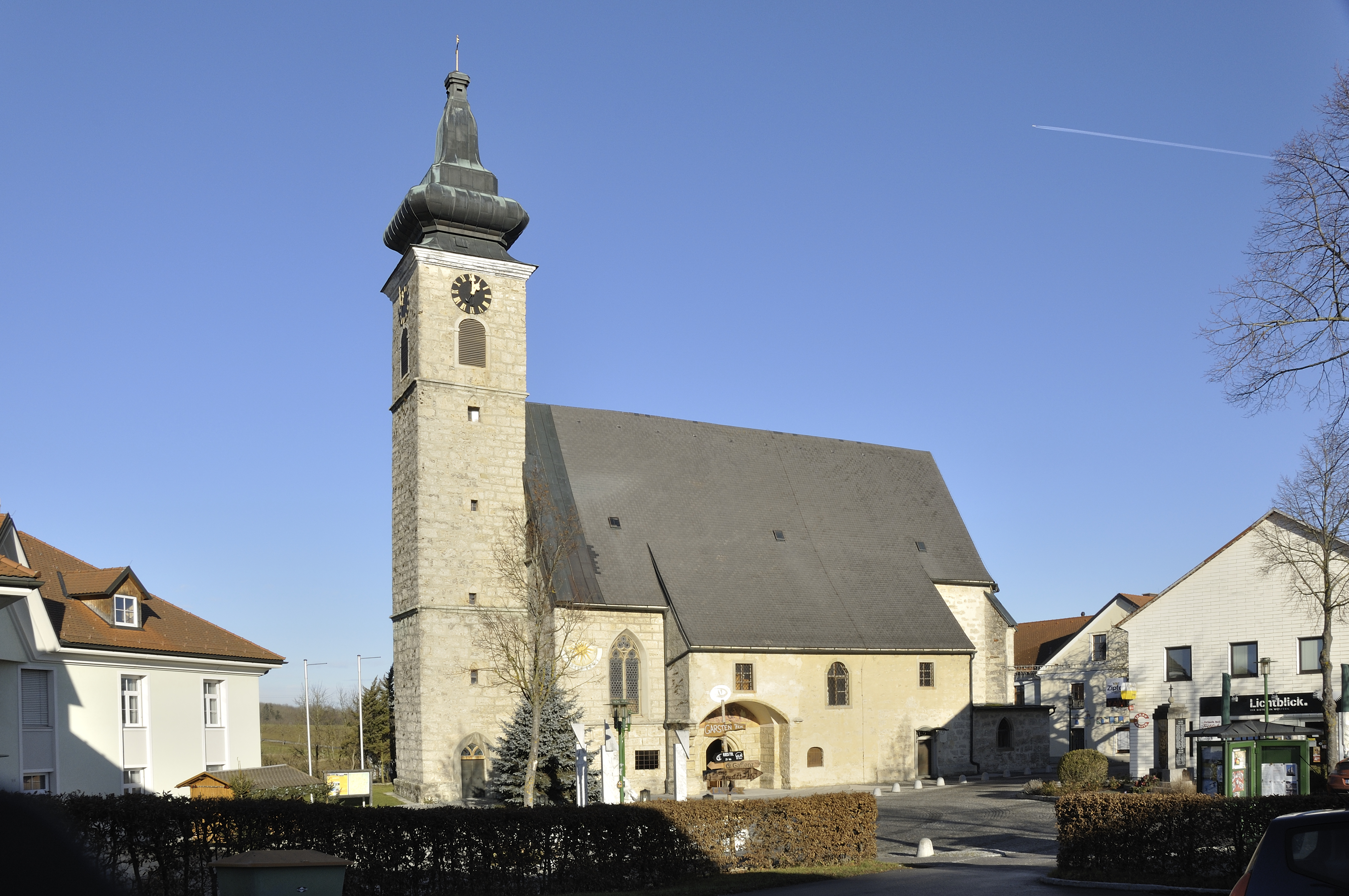
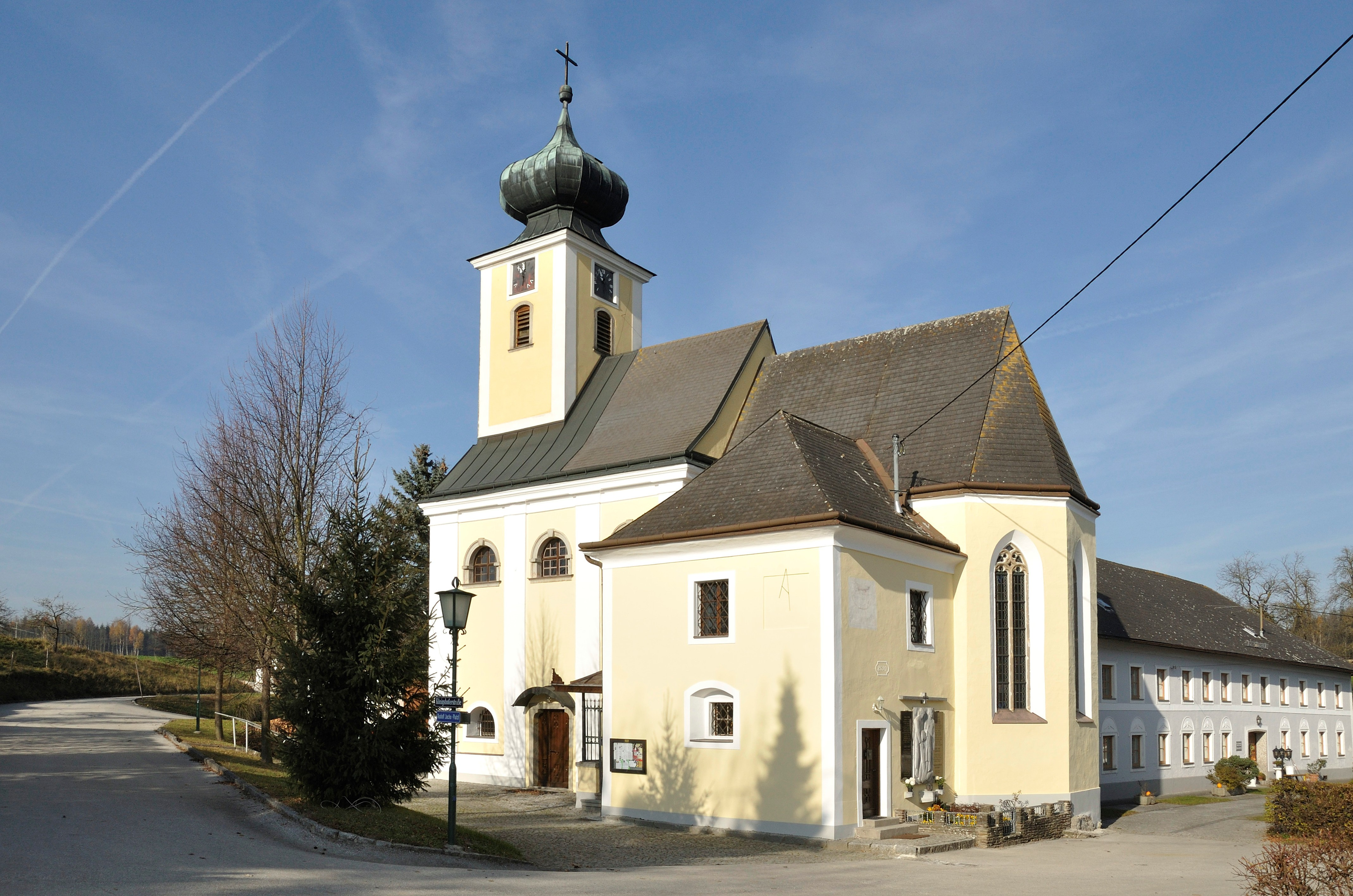
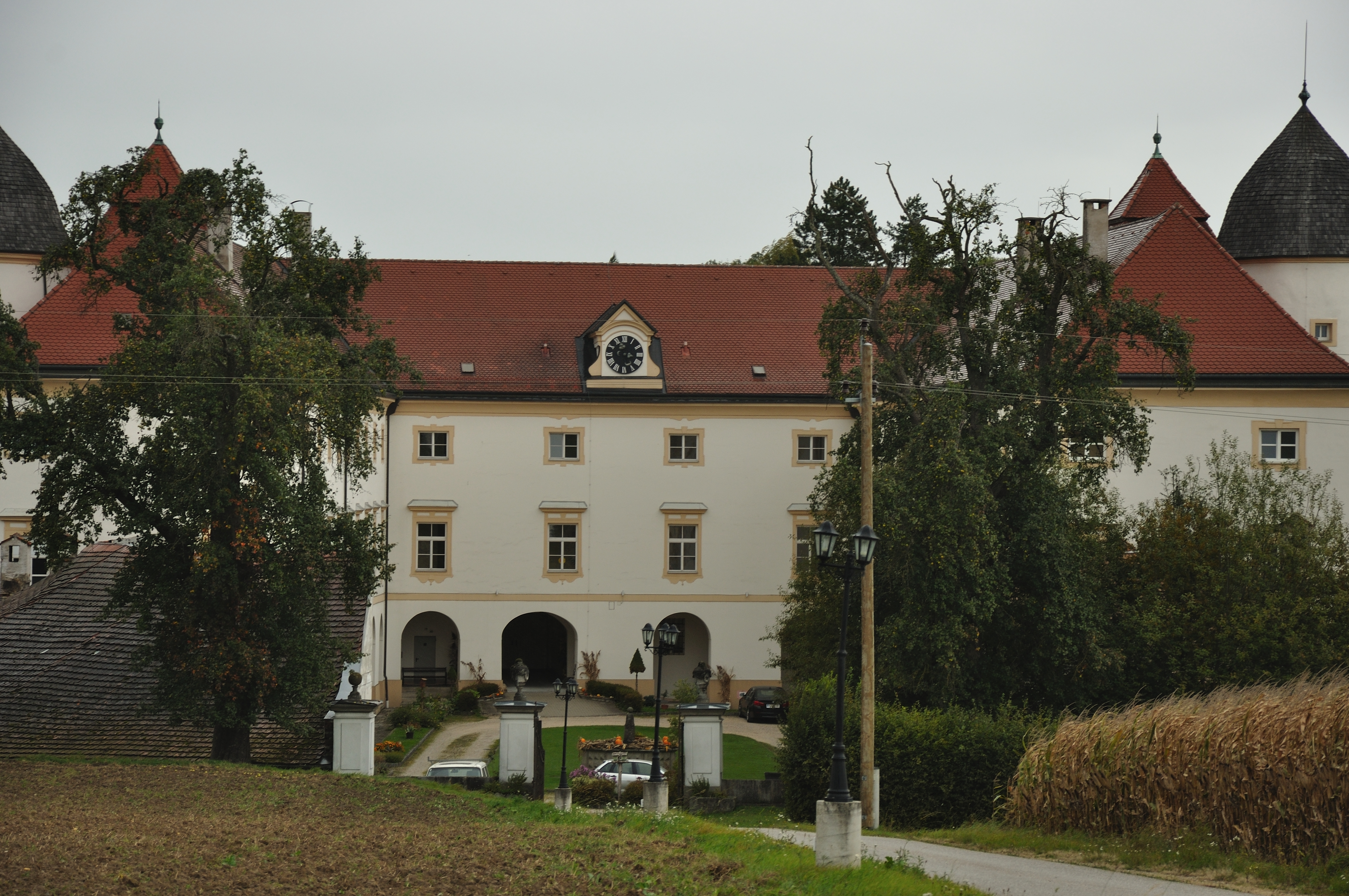
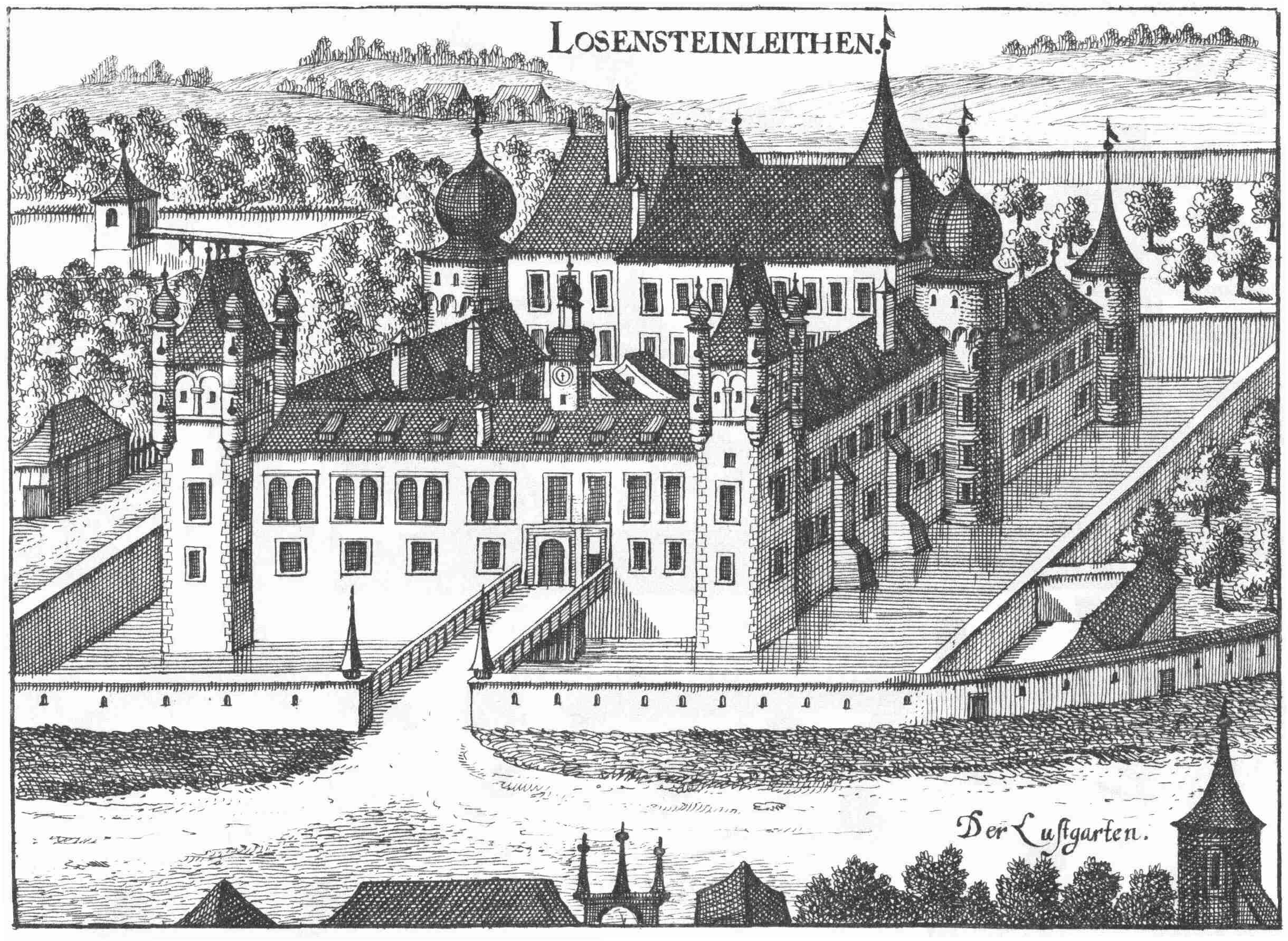

Adlwang · Aschach an der Steyr · Bad Hall · Dietach · Gaflenz · Garsten · Großraming · Laussa · Losenstein · Maria Neustift · Pfarrkirchen bei Bad Hall · Reichraming · Rohr im Kremstal · Schiedlberg · Sierning · St. Ulrich bei Steyr · Ternberg · Waldneukirchen · Weyer · Wolfern
- Gemeinsame Normdatei: 7540120-4
- Virtual International Authority File: 234365008
- WorldCat: E39PBJvhph9G8TF7rgFmPYpF8C